# Mierzwiączka
Mierzwiączka – część miasta Dęblina w województwie lubelskim, w powiecie ryckim, dawniej samodzielna miejscowość. Leży na wschód od centrum miasta, w okolicy ulic 1 Maja i Stawskiej.

## Historia
Dawniej samodzielna miejscowość. Od 1867 w gminie Iwanowskie Sioło w powiecie nowoaleksandryjskim, od 1870 w nowo utworzonej gminie Irena. W okresie międzywojennym miejscowość należała do powiatu puławskiego w woj. lubelskim. W 1921 roku liczba mieszkańców wynosiła 1095.
W grudniu 1929 przymusowemu wywłaszczeniu na rzecz Skarbu Państwa uległy grunty sześciu obywateli wsi Mierzwiączka (w sumie 5074,96 m²) dla potrzeb lotniska w Dęblinie.
1 września 1933 utworzono gromadę Mierzwiączka w granicach gminy Irena, składającą się ze wsi Mierzwiączka, wsi Krukówka i gajówki Krukówka. 1 kwietnia 1939 Mierzwiączkę wraz z całą gminą Irena przyłączono do woj. warszawskiego i powiatu garwolińskiego.
Podczas II wojny światowej Mierzwiączkę włączono do Generalnego Gubernatorstwa (dystrykt lubelski, powiat puławski), nadal w gminie Irena. W 1943 roku liczba mieszkańców wynosiła 2263.
Po wojnie Mierzwiączka powróciła do powiatu garwolińskiego w woj. warszawskim jako jedna z 15 gromad gminy Irena. W związku z reorganizacją administracji wiejskiej jesienią 1954, miejscowość weszła w skład nowej gromady Dęblin. 
Po pięciu tygodniach, 13 listopada 1954, gromadę Dęblin zniesiono w związku z przekształceniem jej obszaru w miasto Dęblin, przez co Mierzwiączka stała się integralną częścią Dęblina.